# Ratthakron Thongkae
Ratthakron Thongkae (thailändisch ณัฐกร ทองแกะ, * 26. April 1999) ist ein thailändischer Fußballspieler.

## Karriere
Ratthakron Thongkae erlernte das Fußballspielen in der Jugendmannschaft von Ubon United. Bei dem Verein aus Ubon Ratchathani unterschrieb er auch seinen ersten Vertrag. 2019 spielte der Verein in der zweiten Liga. Am Ende der Saison musste Ubon absteigen. Nach dem Abstieg verließ er den Verein und schloss sich dem Drittligisten Ubon Kruanapat FC an. Mit dem Verein spielte er zuletzt in der North/Eastern Region der Liga. Die Saison 2021/22 stand er beim Drittligisten Sisaket FC in Sisaket unter Vertrag. Mit Sisaket spielte er 26-mal in der North/Eastern Region der Liga. Am Ende der Saison wurde man Vizemeister. In den Aufstiegsspielen zur Zweiten Liga konnte man sich jedoch nicht durchsetzen. Am 1. August 2022 unterschrieb er einen Vertrag beim Zweitligisten Ayutthaya United FC. Sein Zweitligadebüt für den Verein aus Ayutthaya gab Ratthakron Thongkae am 13. August 2022 (1. Spieltag) im Heimspiel gegen den Kasetsart FC. Hier stand er in der Startelf und wurde in der 70. Minute gegen Kongphop Luadsong ausgewechselt. Ayutthaya gewann das Spiel durch die Tore von Gustavinho und Prin Goonchorn mit 2:0. Nach insgesamt 26 Ligaspielen wechselte er im Sommer 2023 zum ebenfalls in der zweiten Liga spielenden Nakhon Si United FC. Nach 24 Ligaspielen wurde sein Vertrag im Sommer 2024 nicht verlängert. Im Juli 2024 verpflichtete ihn der Bangkoker Zweitligist Kasetsart FC.